# Rață neagră cu ochelari
Rața neagră cu ochelari (Melanitta perspicillata) este o rață de mare originară din America de Nord. Masculii adulți sunt aproape în întregime negri, cu pete albe caracteristice pe frunte și pe ceafă, iar femelele adulte sunt puțin mai mici și mai maronii. Se înmulțește în nordul Canadei și în Alaska, iar iarna pe coastele Pacificului și Atlanticului din America de Nord. Aceste rațe scufundătoare se hrănesc în principal cu nevertebrate, midiile reprezentând o parte importantă a dietei lor.

## Galerie

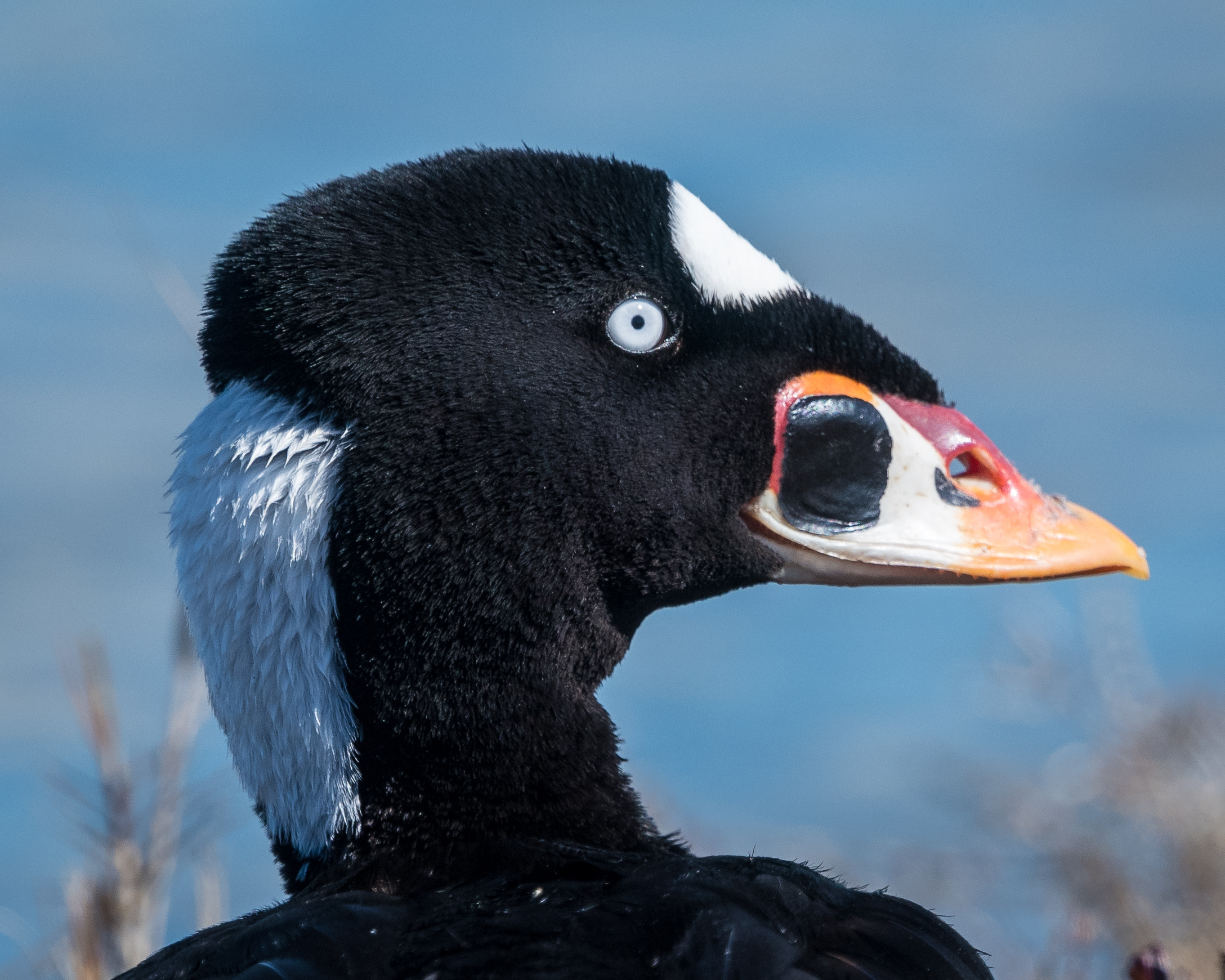
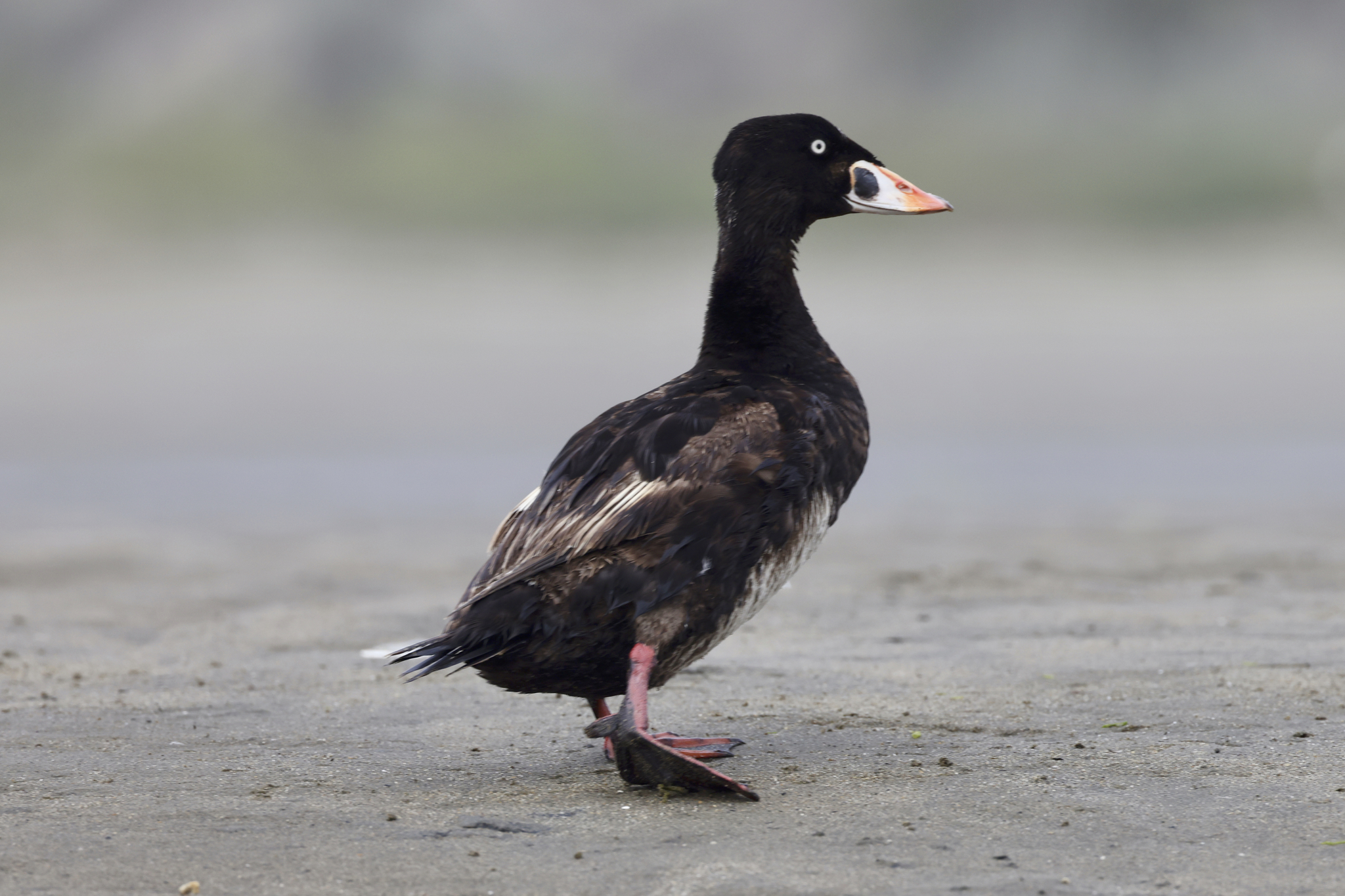
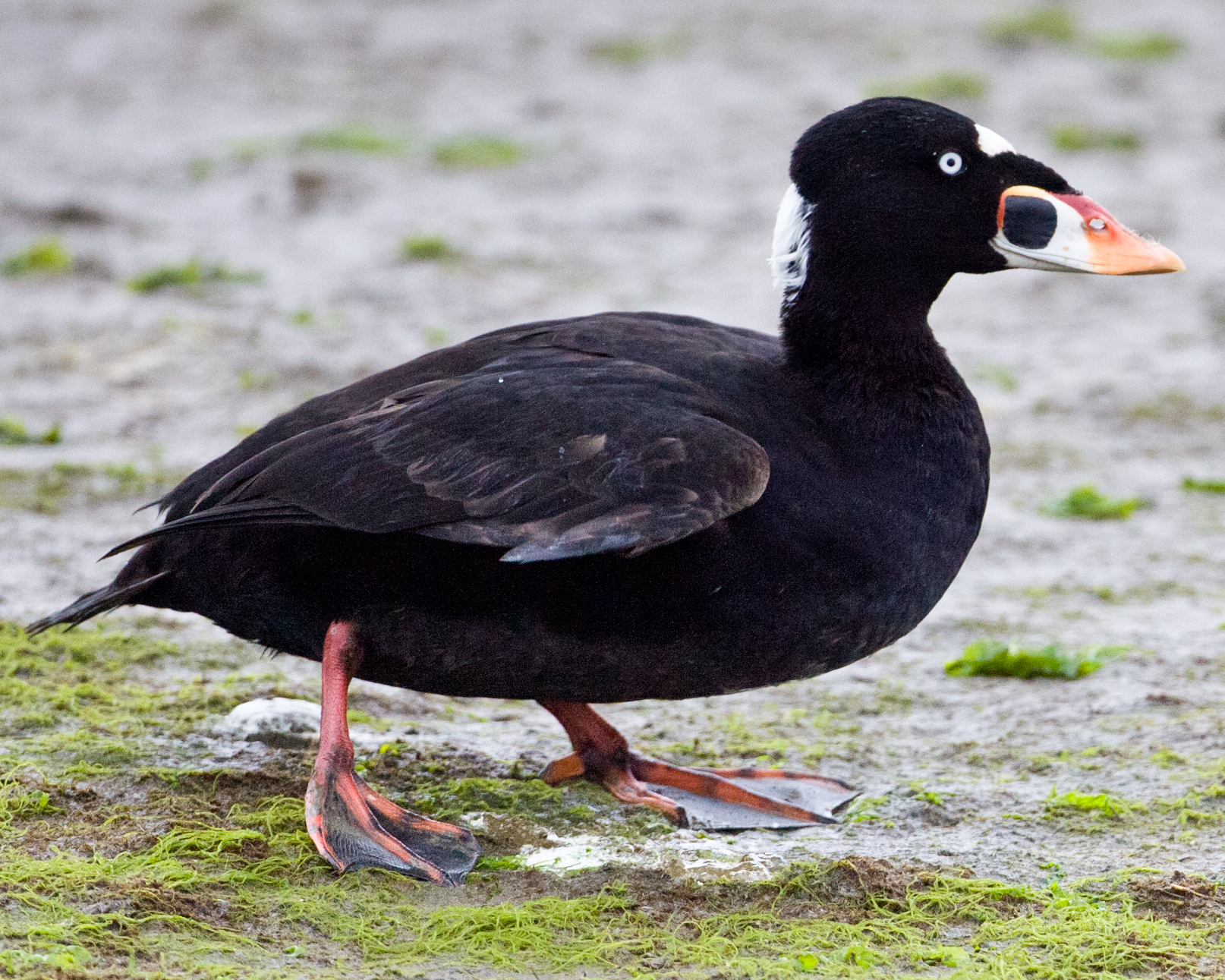